# Успенский храм (Елгава)
Храм Успения Пресвятой Богородицы (Успенский храм) — кладбищенский православный храм в городе Елгава (Латвия). Была заложен 20 сентября 1887 года, освящён 2 июля 1889 года в честь Успения Божией Матери.
При первом посещении Митавы (ныне Елгавы) в 1887 году Высокопреосвященный Арсений осмотрел непредставительный кладбищенский храм, переделанный из часовни, и предложил настоятелю, причту и старосте немедленно позаботиться о постройке нового кладбищенского храма на средства, имевшиеся для этой цели у местного церковного попечительства (около 7000 рублей) и начать сбор пожертвований для этой цели. Нашлись искренно сочувствовавшие этому делу, которые пожертвовали со своей стороны нужный материал на постройку храма.
Построенный под наблюдением архитектора Владимира Лунского, храм отличается прочностью, тщательностью отделки, изяществом и красотой вида; вместимостью на 200 человек.
На постройку употреблено около 12000 рублей. Иконостас из дубового дерева, — уникальный по отделке и расположению, — был пожертвован одним из прихожан.
Кладбище близ храма также было приведено в надлежащий, вполне благообразный порядок, обнесено новой оградой и увеличено грунтом.